# Young Artist Awards 2013
La 34ª edizione della cerimonia di premiazione dei Young Artist Awards ha avuto luogo il 5 maggio 2013 alla Sportsmen's Lodge a Studio City, California.

## Categorie
I vincitori sono indicati in grassetto. Per ogni film viene inoltre indicato tra parentesi il titolo originale.

### Miglior performance in un film

#### Giovane attore protagonista
- Tom Holland - The Impossible
- Jared Gilman - Moonrise Kingdom - Una fuga d'amore (Moonrise Kingdom)
- Zachary Gordon - Diario di una schiappa - Vita da cani (Diary of a Wimpy Kid: Dog Days)
- Quinn Lord - Imaginaerum
- Jason Spevack - Jesus Henry Christ
- Christian Traeumer

#### Giovane attrice protagonista
- Kathryn Newton - Paranormal Activity 4
- Quvenzhané Wallis - Re della terra selvaggia (Beasts of the Southern Wild)
- Tara Lynne Barr - God Bless America
- Kara Hayward - Moonrise Kingdom - Una fuga d'amore (Moonrise Kingdom)

#### Giovane attore di dieci anni di età o meno
- CJ Adams - L'incredibile vita di Timothy Green (The Odd Life of Timothy Green)
- Chandler Canterbury - A Bag of Hammers
- Riley Thomas Stewart - Ho cercato il tuo nome (The Lucky One)

#### Giovane attore non protagonista
- Robert Capron - Diario di una schiappa - Vita da cani (Diary of a Wimpy Kid: Dog Days)
- Austin MacDonald - Jesus Henry Christ
- Karan Brar - Diario di una schiappa - Vita da cani (Diary of a Wimpy Kid: Dog Days)
- Zach Callison - Rock Jocks
- Alex Ferris - In Their Skin
- Daniel Huttlestone - Les Misérables
- Samuel Joslin - The Impossible
- Gulliver McGrath - Dark Shadows

#### Giovane attrice non protagonista
- Savannah Lathem - California Solo
- Maude Apatow - Questi sono i 40 (This Is 40)
- Mackenzie Foy - The Twilight Saga: Breaking Dawn - Parte 2 (The Twilight Saga: Breaking Dawn - Part 2)
- Joey King - Il cavaliere oscuro - Il ritorno (The Dark Knight Rises)
- Laine MacNeil - Diario di una schiappa - Vita da cani (Diary of a Wimpy Kid: Dog Days)
- Odeya Rush - L'incredibile vita di Timothy Green (The Odd Life of Timothy Green)

#### Giovane attore non protagonista di dieci anni di età o meno
- Sebastian Banes - In the Family
- Kyle Harrison Breitkopf - Parental Guidance
- Cameron M. Brown - La leggenda del cacciatore di vampiri (Abraham Lincoln: Vampire Hunter)
- Connor & Owen Fielding - Diario di una schiappa - Vita da cani (Diary of a Wimpy Kid: Dog Days)
- Pierce Gagnon - Looper
- Joseph Paul Kennedy - Nature Calls -
- Oaklee Pendergast - The Impossible
- John Paul Ruttan - Una spia non basta (This Means War)
- Joshua Rush - Parental Guidance

#### Giovane attrice adolescente o bambina non protagonista
- Isabelle Allen - Les Misérables
- Dalila Bela - Diario di una schiappa - Vita da cani (Diary of a Wimpy Kid: Dog Days)
- Lexi Cowan - Promised Land
- Raevan Lee Hanan - Cloud Atlas
- Emma Rayne Lyle - Why Stop Now

#### Giovane Cast
- Zachary Gordon, Robert Capron, Peyton List, Karan Brar, Laine MacNeil, Connor & Owen Fielding, Devon Bostick, Grayson Russell - Diario di una schiappa - Vita da cani (Diary of a Wimpy Kid: Dog Days)
- Bailee Madison, Joshua Rush, Kyle Harrison Breitkopf - Parental Guidance

### Miglior performance in un film straniero

#### Giovane attore
- Antoine Olivier Pilon - Les Pee-Wee 3D - Canada
- Mahmoud Asfa - لما شفتك - Palestina
- Teo Gutierrez Romero - Infanzia clandestina - Argentina
- Rick Lens - Kauwboy - Paesi Bassi
- Emilien Neron - Monsieur Lazhar  - Canada

#### Giovane attrice
- Alice Morel-Michaud - Les Pee-Wee 3D - Canada
- Fátima Buntinx - Las malas intenciones - Perù
- Tessa la González - Después de Lucía - Messico
- Sophie Nélisse - Monsieur Lazhar- Canada

### Miglior performance in un cortometraggio

#### Giovane attore
- Connor Beardmore - When I Grow Up, I Want To Be A Dinosaur
- Dakota Bales - A.B.S.
- Joshua Bales - A.B.S.
- Mark D'Sol - A.B.S.
- Jonathon Tyler Ford - No Hitter
- Andy Scott Harris - The Stone on the Shore
- Joey Luthman - Tough Guy
- Caon Mortenson - A.B.S.
- Matthew Nardozzi - May
- Brandon Tyler Russell - Transcendence

#### Giovane attrice
- Jolie Vanier - Hello, My Name is Abigail
- Brighid Fleming - A.B.S.
- Carol Huska - Breaking Over Me
- Leeah D. Jackson - A Mother's Choice: The Ultimatum
- Chanel Marriott - Bombay Beach
- Brea Renee - A Mother's Choice: The Ultimatum
- Kiana Lyz Rivera - The Supplement
- Courtney Robinson - A.B.S.
- Jordan Van Vranken - Detention

#### Young Actor 11 and 12
- Dawson Dunbar - A Strange Day in July
- Christian Traeumer - Bolero
- Brady Bryson - Under the Big Top
- Samuel Caruana - Kickstart Theft
- Joshua Costea - Lucid
- Josh Feldman - The Sleepover
- Tanner Saunders - Say Lovey
- Tai Urban - Hiding Game

#### Young Actress 11 and 12
- Paris Smith - Scouted
- Ava Allan - Billie Speare
- Jade Aspros - Life Doesn't Frighten Me
- Tara-Nicole Azarian - ROTFL
- Laci Kay - Olivia
- Ashley Lonardo - Clear Revenge
- Elise Luthman - More Than Words
- Ashley Lynn Switzer - Handbag

#### Giovane attore teenager e bambino
- Nicolas Neve - A Sunflower
- Alexander Almaguer - The Best Man
- Peter Bundic - Man of the House
- Richard Davis - The Comeback Kid
- Jack Fulton - Night Light
- Edward Sass III - The Cure

#### Giovane attrice teenager e bambina
- Katelyn Mager - When I Grow Up, I Want To Be A Dinosaur
- Hannah Swain - Geronimo
- Eliana Calogiros - By My Side
- Genea Charpentier - The Old Woman in the Woods
- Megan Charpentier - The Old Woman in the Woods
- Kaitlin Cheung - Frank
- Maia Costea - Maia
- Bianca D'Ambrosio - Voodoo the Right Thing
- Chiara D'Ambrosio - Voodoo the Right Thing
- Jada Facer - Nina Del Tango
- Eliza Faria - A Strange Day in July
- Bridget Jeske - Rumpelstiltskin
- Peyton Kennedy - The Offering
- Ariyena Koh - Little Mao
- Veronica McFarlane - Nobody's Victim
- Savannah McReynolds - Transcendence
- Alisha Newton - No Place Like Home
- Alisha-Jo Penney - Like Smoke
- Marlowe Peyton - How To Get To Candybar

### Miglior performance in un Film TV, Miniserie, Special o Pilot

#### Giovane attore protagonista
- Josh Feldman - Zampa 2 - I cuccioli di Natale (Santa Paws 2: The Santa Pups)
- Sean Michael Kyer - Anything But Christmas
- Tucker Albrizzi - Shmagreggie Saves the World
- Dylan Everett - Nemici per la pelle (Frenemies)
- Trevor Jackson - Let It Shine
- Joey Luthman - The Joey and Elise Show

#### Giovane attrice protagonista
- Kyla Kennedy - Raising Izzie
- Leah Lewis - Camp Fred
- Elise Luthman - The Joey and Elise Show
- Bella Thorne - Nemici per la pelle (Frenemies)
- Zendaya - Nemici per la pelle (Frenemies)

#### Giovane attore non protagonista
- Valin Shinyei - Christmas Miracle
- Emjay Anthony - Applebaum
- Darien Provost - The Christmas Consultant

#### Giovane attrice non protagonista
- Eliza Faria - The Christmas Consultant
- Ella Ballentine - Baby's 1st Christmas
- Dalila Bela - Un Fanta Natale (A Fairly Odd Christmas)
- Olivia Steele Falconer - Un Fanta Natale (A Fairly Odd Christmas)
- Danielle Parker - The Seven Year Hitch
- Marlowe Peyton - Applebaum
- Bobbie Prewitt - Animal Practice
- Rowan Rycroft - Un amico di nome Duke (Duke)
- Siobhan Williams - Christmas Miracle

### Miglior performance in una serie televisiva

#### Giovane attore protagonista
- Blake Michael - Dog with a Blog
- Jared Gilmore - C'era una volta (Once Upon a Time)
- Patrick Johnson - Terapia d'urto (Necessary Roughness)
- David Mazouz - Touch
- Chandler Riggs - The Walking Dead

#### Giovane attrice protagonista
- Savannah Paige Rae - Parenthood
- Torri Webster - Life with Boys
- Layla Crawford - The First Family
- Christine Prosperi - Degrassi: The Next Generation
- Olivia Scriven - Degrassi: The Next Generation
- Victory Van Tuyl - Marvin Marvin

#### Giovane attore non protagonista
- Tyree Brown - Parenthood
- Karan Brar - Jessie
- Max Charles - Vicini del terzo tipo (The Neighbors)
- Seth Isaac Johnson - The Killing
- Maxim Knight - Falling Skies
- Austin MacDonald - Debra!
- Ian Patrick - Vicini del terzo tipo (The Neighbors)
- Isaac Hempstead Wright - Il Trono di Spade (Game of Thrones)

#### Giovane attrice non protagonista
- Alisha Newton - Heartland
- Taylor Blackwell - Magic City
- Isabella Cramp - Vicini del terzo tipo (The Neighbors)
- Madison Lintz - The Walking Dead
- Sophie Turner - Il Trono di Spade (Game of Thrones)
- Maisie Williams - Il Trono di Spade (Game of Thrones)

#### Giovane attore guest star di anni 14-21
- Shak Ghacha - Touch
- Joey Luthman - Kickin' It - A colpi di karate (Kickin' It)
- Connor Beardmore - Fringe
- LJ Benet - Bones
- Harrison Thomas Boxley - Kickin' It - A colpi di karate (Kickin' It)
- Michael Chey - New Girl
- Donnie MacNeil - R. L. Stine's The Haunting Hour
- Daniel Polo - Touch

#### Giovane attrice guest star di anni 17-21
- Jennifer Veal - Victorious
- Katlin Mastandrea - Anger Management
- Erin Sanders - Fresh Beat Band

#### Giovane attrice guest star di anni 14-16
- Isabella Palmieri - Buona fortuna Charlie (Good Luck Charlie)
- Jaylen Barron - Bones
- Chelsey Bryson - La vita segreta di una teenager americana (The Secret Life of the American Teenager)
- Sadie Calvano - Kickin' It - A colpi di karate (Kickin' It)
- Madison Curtis - Kickin' It - A colpi di karate (Kickin' It)
- Laine MacNeil - Falling Skies

#### Giovane attore guest star di anni 11-13
- Mateus Ward - Weeds
- Brady Bryson - Celebrity Ghost Stories
- Parker Contreras - Victorious
- Lucky Davis - Southland
- Joe D'Giovanni - Victorious
- Jake Elliot - 2 Broke Girls
- Gregory Kasyan - Hawaii Five-0
- Quinn Lord - C'era una volta (Once Upon a Time)
- Robbie Tucker - Diario di una nerd superstar (Awkward)

#### Giovane attrice guest star di anni 11-13
- Annika Horne - Army Wives - Conflitti del cuore (Army Wives)
- Taylor Blackwell - Army Wives - Conflitti del cuore (Army Wives)
- Mandalyn Carlson - CSI: NY
- Hannah Eisenmann - Criminal Minds
- Olivia Steele Falconer - Falling Skies
- Brighid Fleming - Awake
- Bella King - Leverage - Consulenze illegali (Leverage)
- Madison Leisle - Stevie TV
- Kiernan Shipka - Non fidarti della str**** dell'interno 23 (Don't Trust the B---- in Apartment 23)

#### Giovane attore guest star di anni 10 o meno
- Bruce Salomon - Emily Owens, M.D.
- Thomas Barbusca - The New Normal
- Jet Jurgensmeyer - Austin & Ally

#### Giovane attrice guest star di anni 10 o meno
- Charlotte White - Private Practice
- Ella Anderson - A.N.T. Farm - Accademia Nuovi Talenti (A.N.T. Farm)
- Melody Angel - How to Rock
- Sage Boatright - Victorious
- Caitlin Carmichael - Vi presento i miei (Retired at 35)
- Namaiya Cunningham - Lazytown Super Sproutlet
- Giana Gomez - Buona fortuna Charlie (Good Luck Charlie)
- Kyla Kennedy - The New Normal
- Rylan Lee - Victorious
- Emma Rayne Lyle - Law & Order - Unità vittime speciali (Law & Order: Special Victims Unit)
- Danielle Parker - Non fidarti della str**** dell'interno 23 (Don't Trust the B---- in Apartment 23)
- Alissa Skobye - R.L. Stine's The Haunting Hour

#### Giovane attore ricorrente di anni 17-21
- Brock Ciarlelli - The Middle
- Austin MacDonald - Life with Boys
- RJ Mitte - Breaking Bad
- Lyle O'Dononoe - Degrassi: The Next Generation
- Mikey Reid - Victorious

#### Giovane attrice ricorrente di anni 17-21
- Frederique Dufort - Unité 9
- Katlin Mastandrea - The Middle
- Erin Sanders - Big Time Rush

#### Giovane attore ricorrente
- Martin Holden Weiner - Mad Men
- Trevor Jackson - Eureka
- Nicky Korba - Shameless
- Robert Naylor - Being Human
- Brandon Soo Hoo - Super Ninja

#### Giovane attrice ricorrente
- Addison Holley - La mia babysitter è un vampiro (My Babysitter's a Vampire)
- Kiernan Shipka - Mad Men
- Jaylen Barron - See Dad Run
- Lucy e Josie Gallina - Boardwalk Empire - L'impero del crimine (Boardwalk Empire)
- Kayla Maisonet - Dog with a Blog
- Lauren Dair Owens - New Girl

#### Giovane attore ricorrente teenager o minore
- Rory e Declan McTigue - Boardwalk Empire - L'impero del crimine (Boardwalk Empire)
- Tyler Champagne - The Client List - Clienti speciali (The Client List)
- Stone Eisenmann - New Girl

#### Giovane attore
- Daniel Polo - Febbre d'amore (The Young and the Restless)
- Andrew Trischitta - Una vita da vivere (One Life to Live)
- Terrell Ransom, Jr - Il tempo della nostra vita (Days of our Lives)

#### Giovane attrice
- Samantha Bailey - Febbre d'amore (The Young and the Restless)
- Haley King - Febbre d'amore (The Young and the Restless)
- Haley Pullos - General Hospital

#### Giovane attrice teenager o minore
- Brooklyn Rae Silzer - General Hospital
- Cheyanna Prelesnik - General Hospital
- Campbell Rose - Il tempo della nostra vita (Days of our Lives)

#### Eccezionale insieme di giovani
- Max Charles, Isabella Cramp, Ian Patrick - Vicini del terzo tipo (The Neighbors)
- Shauna Case, Shameik Moore, Tristan Pasterick, Chanelle Peloso, Jeremy Shada, Brandon Soo Hoo - Incredible Crew

### Miglior performance in un ruolo fuori campo

#### Giovane attore in un film
- Charlie Tahan - Frankenweenie
- Tucker Albrizzi - ParaNorman
- Kodi Smit-McPhee - ParaNorman

#### Giovane attore in televisione
- Zach Callison - Sofia la principessa (Sofia the First)
- Jake Sim - The Magic Hockey Skates
- Jacob Ewaniuk - The Cat in the Hat Knows a Lot About That!
- Graeme Jokic - Franklin and Friends
- Jet Jurgensmeyer - Agente Speciale Oso (Special Agent Oso)
- Regan Mizrahi - Dora l'esploratrice (Dora the Explorer)
- Mark Ramsey - Franklin and Friends

#### Giovane attrice in televisione
- Caitlin Carmichael - Doc McStuffins
- Addison Holley - Daniel Tiger's Neighborhood
- Nissae Isen - Mike the Knight
- Ashleigh Midanik - The 99
- Kiernan Shipka - La leggenda di Korra (The Legend of Korra)
- Alexa Torrington - The Cat in the Hat Knows a Lot About That!

### Miglior performance in un film in DVD

#### Giovane attore
- Ryan Hartwig - The Agression Scale
- Brandon Tyler Russell - Smitty - Un amico a 4 zampe (Smitty)
- David Chandler - FDR American Badass
- Zach Louis - Golden Winter
- Valin Shinyei - Una storia di Natale 2 (A Christmas Story 2)
- Austin Wolff - Golden Winter

#### Giovane attrice
- Jordan Van Vranken - After the Wizard
- Caitlin Carmichael - Zeus e il Natale in California (The Dog Who Saved the Holidays)
- Layla Crawford - Note to Self
- Cassidy Mack - Chilly Christmas
- Siobhan Williams - Flicka - Ragazza selvaggia (Flicka: Country Pride)

### Miglior performance via Web

#### Giovane attore
- Luke Broyles - Up in Arms
- Alex Dale - Up in Arms
- Dawson Dunbar - Written By a Kid
- Garret Palmer - Up in Arms
- Michael Peña - Teens Wanna Know
- Nathaniel Pena - Teens Wanna Know
- Ivan Quijano - Up in Arms
- Ethan Singal - Drugs Not 4 Me

#### Giovane attrice
- Ariel Fournier - Beyond the Spotlight
- Camden Angelis - Totally Amp'd
- Madison Curtis - Up in Arms
- Victoria Grace - Up in Arms
- Emily Jordan - Up in Arms
- Brandi Alyssa Young - The Dark One

### Miglior performance in un Teatro

#### Giovane attore
- Matthew Nardozzi - Lyle the Crocodile - Orlando Repertory Theatre, Florida
- L.J. Benet - Aspettando Godot (Waiting for Godot) - Mark Taper Forum, California
- Sean Eaton - The Square Root of Wonderful - The Raven Playhouse, California
- Lewis Grosso - Newsies - Nederlander Theatre, New York
- Aidan Wessels - The Music Man - Theatre Under the Stars, Vancouver
- Jordan Wessels - All the Way Home - Electric Company Theatre, Vancouver

#### Giovane attrice
- Camden Angelis - Mary Poppins - Cadillac Theatre, Chicago
- Ella Ballentine - Numbers - Factory Theatre, Toronto
- Brielle Barbusca - Other People's Organs - The Blank Theatre, California
- Sydney Rose - Dr. Seuss' How the Grinch Stole Christmas! The Musical - The Old Globe Theatre, California
- Jolie Vanier - Charlie and the Chocolate Factory - Hudson Theatre, California

## Premi Speciali

### Mickey Rooney Former Child Star Award
- Melissa Joan Hart - Clarissa Explains It All
- Sabrina Spellman - Sabrina, the Teenage Witch

### Jackie Coogan Award

#### Contribution to Youth Through Entertainment
- Barbara Gasser, Journalist - Rote Nasen (Clown Doctors)

### Social Relations of Knowledge Institute Award
- Nova: Hunting the Elements con David Pogue - PBS